# Matthaios Kantakouzenos
Matthaios Asanes Kantakouzenos hoặc Cantacuzenus (Hy Lạp: Ματθαίος Ασάνης Καντακουζηνός, Matthaios Asanēs Kantakouzēnos, 1325 – 1383) là Hoàng đế Đông La Mã từ năm 1353 đến 1357.

## Tiểu sử
Matthaios Asanes Kantakouzenos là con trai của Hoàng đế Ioannes VI Kantakouzenos và Hoàng hậu Irene Asanina. Để đổi lấy sự ủng hộ mà ông dành cho cha mình trong cuộc đấu tranh với Ioannes V Palaiologos, ông nhận được một phần xứ Thrace làm thái ấp vào năm 1347 và đã tuyên bố làm đồng hoàng đế vào năm 1353, khi cuộc nội chiến nổ ra mở một lần nữa với Johannes V. Từ lãnh địa Thracia của mình, mà trung tâm đóng ở Gratzianous, ông đã lãnh đạo nhiều cuộc chiến tranh chống lại người Serbia. Một cuộc tấn công mà ông chuẩn bị vào năm 1350 đã thất bại do sự đào ngũ của những binh lính đồng minh Thổ Nhĩ Kỳ. Tuy chỉ còn lại năm ngàn quân Thổ, ông vẫn cố gắng tái lập thái ấp cũ của mình dọc theo biên giới Serbia-Đông La Mã bằng cách tấn công khu vực này nhưng không chiếm được Serres và sớm bị đánh bại trong trận chiến vào cuối năm 1356 hoặc đầu năm 1357 bởi một đội quân người Serb dưới quyền Vojvoda Vojihna, chủ nhân của Drama, một pháo đài lớn ở vùng lân cận.
Người Serb đã bắt được Matthaios rồi sau định thả ông ra với điều kiện phải đưa các khoản tiền chuộc lớn mà họ yêu cầu. Tuy nhiên Ioannes V đã nhanh chóng tiến quân chiếm đất của Matthaios, rồi tặng cho Vojihna một số tiền lớn hơn để họ trao Matthaios lại cho ông. Sau một thời gian ngắn giam cầm Matthaios và buộc ông phải từ bỏ danh hiệu hoàng đế, sau đó Ioannes mới thả cho ông đến Công quốc Morea gia nhập cùng người em trai Manuel trị vì xứ này vào năm 1361. Sau khi Manuel mất vào năm 1380, Matthaios Asanes Kantakouzenos vẫn cai trị Morea cho đến khi việc bổ nhiệm viên tổng trấn mới Theodoros I Palaiologos vào năm 1381 và khi ông đến nhiệm sở năm 1382. Trước khi chuyển giao đầy đủ quyền lực ở Morea, từ gia tộc Kantakouzenos sang nhà Palaiologos, Matthaios đã trao quyền hành của mình ở Morea cho con trai là Demetrios I Kantakouzenos kế nhiệm.

## Gia đình
Với người vợ Irene Palaiologina, Matthaios Asanes Kantakouzenos có tất cả là năm người con gồm:
- Ioannes Kantakouzenos, despotēs
- Demetrios Kantakouzenos, sebastokratōr
- Theodora Kantakouzene
- Helena Kantakouzene, người kết hôn với Louis Fadrique, Bá tước Salona
- Maria Kantakouzene, người kết hôn với Johannes Laskaris Kalopheros